# Weinmannia lansbergiana
Weinmannia lansbergiana är en tvåhjärtbladig växtart som beskrevs av Adolf Engler. Weinmannia lansbergiana ingår i släktet Weinmannia och familjen Cunoniaceae. Inga underarter finns listade i Catalogue of Life.